# Strâmtoarea Malacca

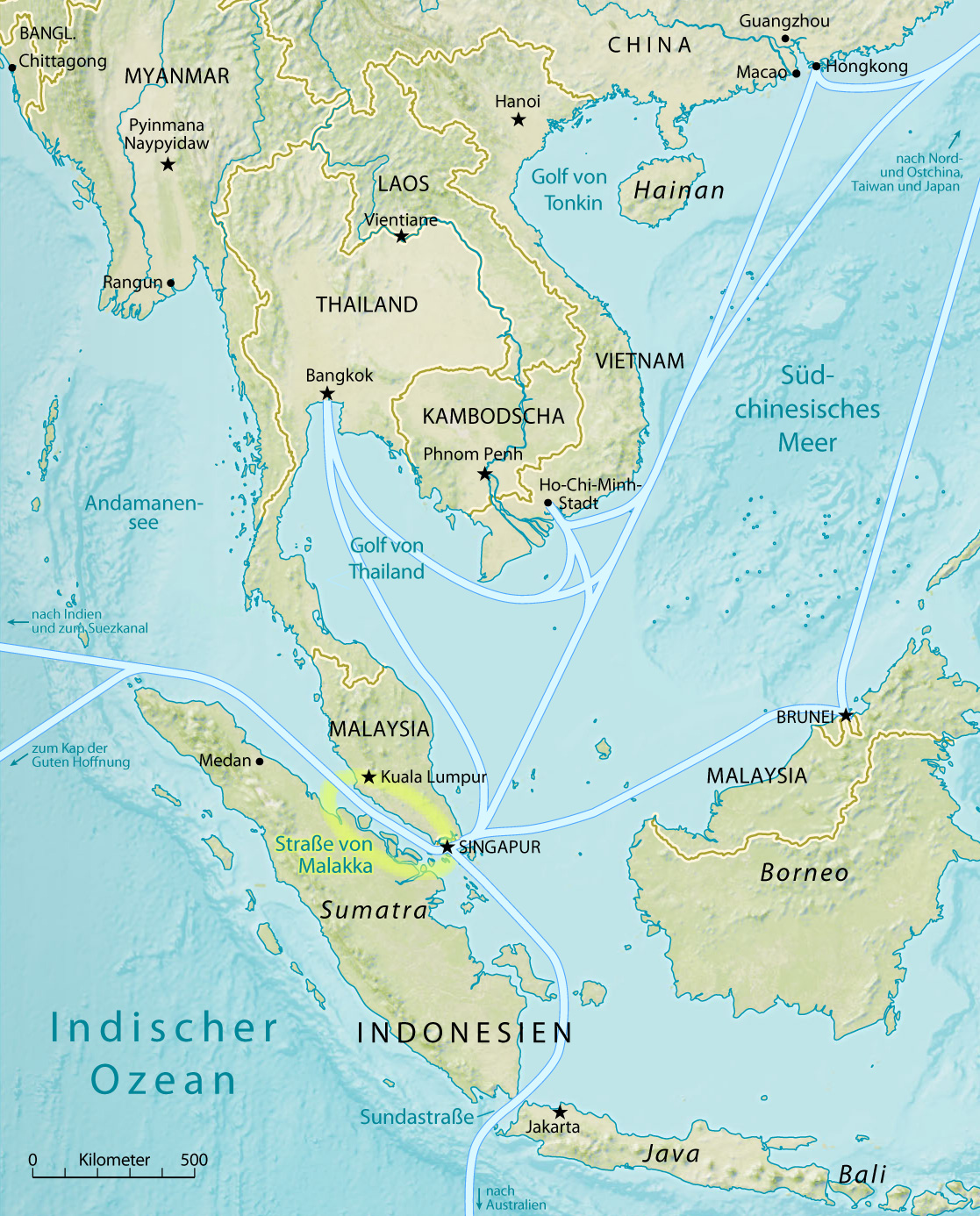

Strâmtoarea Malacca este o strâmtoare care unește Marea Andaman cu Marea Chinei de Sud și desparte insula Sumatra (arhipelagul Malaez) de peninsula Malacca. Strâmtoarea are o lungime de 1000 km, lățimea minimă cca. 40 km, iar adâncimea de 25-113 m. Strâmtoarea Malacca are o mare importanță pentru transport, cel mai mare port fiind Singapore. Aici sunt amplasate orașele istorice Melaka și George Town.